# 압둘 라자크 이수푸
압둘 라자크 이수푸(프랑스어: Abdoul Razak Issoufou, 1994년 12월 26일~)는 니제르의 태권도 선수이다.

## 생애
이수푸가 7살때에 사촌이 태권도 시합 도중 부상을 당해 사망한 일이 있었고 아버지는 그가 태권도를 하는걸 금지했다. 4년후 삼촌이 있는 토고로 이사간 후 친구의 도복을 빌려 입으며 다시 태권도를 시작했다. 이후 이수푸는 국제 올림픽 위원회에 지원을 받게 되었고 태권도 센터가 위치한 독일 프리드리히스하펜으로 훈련을 하기 위해 아프리카 밖으로 떠났다.
2015년 아프리칸 게임에서는 금메달을 획득하였으며 이후 2016년 올림픽 아프리카 예선에서 준우승을 하며 2016년 하계 올림픽 태권도에 니제르 소속으로 출전할 수 있게 되었다. 올림픽 개막전에서 니제르의 기수를 담당하였다. +80kg급경기에 결승까지 진출하며 1972년 하계 올림픽에서 이삭 다보레가 동메달을 딴 이후로 처음으로 메달을 획득한 선수가 되었다. 비록 결승전에서 패배하였지만 그가 획득한 은메달은 니제르의 최고 성적이다. 폐막식에도 니제르의 기수를 담당하였다.